# Пам'ятник загиблим міліціонерам (Хмельницький)
22 серпня 2002 року у м. Хмельницькому, біля спортивно-оздоровчого комплексу УМВС, відкрито пам'ятник міліціонерам, котрі загинули під час виконання службових обов'язків, у день пам'яті загиблих працівників органів внутрішніх справ. На церемонії відкриття був присутній заступник міністра внутрішніх справ України Микола Джига.
Основну ідею композиції можна втілити у трьох словах: пам'ять, честь і справедливість. Постать жінки з поминальним рушником символізує вічну пам'ять про загиблих, вінок і двосічний меч — честь та справедливість.